# Castello di Budatín
Il castello di Budatín (in slovacco: Budatínsky zámok) si trova nell'omonima frazione di Žilina, in Slovacchia, vicino alla confluenza dei fiumi Váh e Kysuca. Si trova in buono stato di conservazione ed è aperto al pubblico. Ospita il Museo dell'alta valle del Váh ("Považské múzeum").

## Storia
Nacque come fortezza di guardia nella seconda metà del XIII secolo. Fu costruito infatti in un punto strategicamente importante, vicino alla confluenza dei fiumi Váh e Kysuca, presso la dogana. L'importanza del castello era sottolineata anche da robuste fortificazioni. Cuore del castello era una robusta torre abitata di forma circolare, con fortificazioni in pietra, che si è conservata in pianta fino ad oggi e dà al castello di Budatín il suo caratteristico profilo. Originariamente fortezza regia, fu acquisita all'inizio del XIV secolo da Matúš Čák. Con gli armamenti e con la concezione difensiva di Matúš Čák sono correlate le fortificazioni della torre mediante un muro di difesa e la costruzione di un palazzo di abitazione fortificato. Con l'eccezione del lato meridionale il muro difensivo circonda ancor oggi il perimetro del castello.
Dal 1487 Gašpar Suňog fu il nuovo proprietario di Budatín: fu lui a tracciare la direzione dello sviluppo edilizio del castello messo in atto dalla sua famiglia nel giro di più secoli. Un restauro rinascimentale del 1551 unì edifici indipendenti secondo lo stile architettonico, unificando così funzioni eterogenee in un insieme armonico, sottolineato all'esterno da una facciata. Si distinguono una fronte scandita ritmicamente e una corte con loggioni ad arcate.
La minaccia dell'invasione turca, ma soprattutto lotte interne e rivolte, portarono nella prima metà del XVII secolo alla costruzione di nuove fortificazioni rinascimentali con bastioni, che proteggevano con un fossato il lato nordorientale. A quest'epoca la fortezza gotica, ricostruita e posta al centro di un complesso rinascimentale, rispondeva alle esigenze di abitazione stabile, di un centro di un'impresa agricola e dell'ingegneria militare del tempo.
Il periodo barocco si presentò nel 1745 con la costruzione di una cappella; nel contempo fu terminato il palazzo signorile e il complesso fu circondato da un parco, che si riallacciava nella sua composizione alla fronte del castello.
Dopo l'estinzione dei Suňog nel 1798 la proprietà passò ai Čák, che risiedettero al castello fino al 1945. Durante la rivoluzione del 1848-1849 i soldati asburgici incendiarono il castello nel gennaio del 1849. L'incendio danneggiò gravemente sia le opere murarie sia l'arredamento interno del castello. Nel 1870 il castello fu parzialmente ricostruito e fu utilizzato come caserma. Da allora fino ad oggi si sono conservati soprattutto gli edifici inferiori, con le espressive facciate d'epoca. L'ultimo e più importante restauro edilizio, fu compiuto negli anni 1922 e 1923. Fu abbandonato lo stile storicistico-romantico e fu valorizzato soprattutto il fianco sudoccidentale, dove spicca un'ampia sala di rappresentanza e ambienti di ingresso. I Csák sfruttarono gli antichi modelli gotici e rinascimentali delle costruzioni feudali; ciò si manifestò soprattutto nella ricostruzione dei soffitti e dei rivestimenti delle sale.
Un restauro monumentale del castello fu portato a compimento negli anni cinquanta, rispettando però la ricostruzione degli anni venti. Il parco adiacente fu rimpicciolito per la costruzione della ferrovia Košice-Bohumín negli anni 1870 e ancora in seguito alla lottizzazione dopo la Seconda guerra mondiale; per lungo tempo il parco non fu curato.  Il parco nuovamente valorizzato è stato riaperto al pubblico nel settembre del 2010.
Il 1º gennaio 2007 il castello fu chiuso al pubblico. La ricostruzione del castello iniziata nel 2008 dovrebbe terminare nel 2013. Durante la ricostruzione sono stati portati alla luce numerosi reperti archeologici.

## Galleria d'immagini

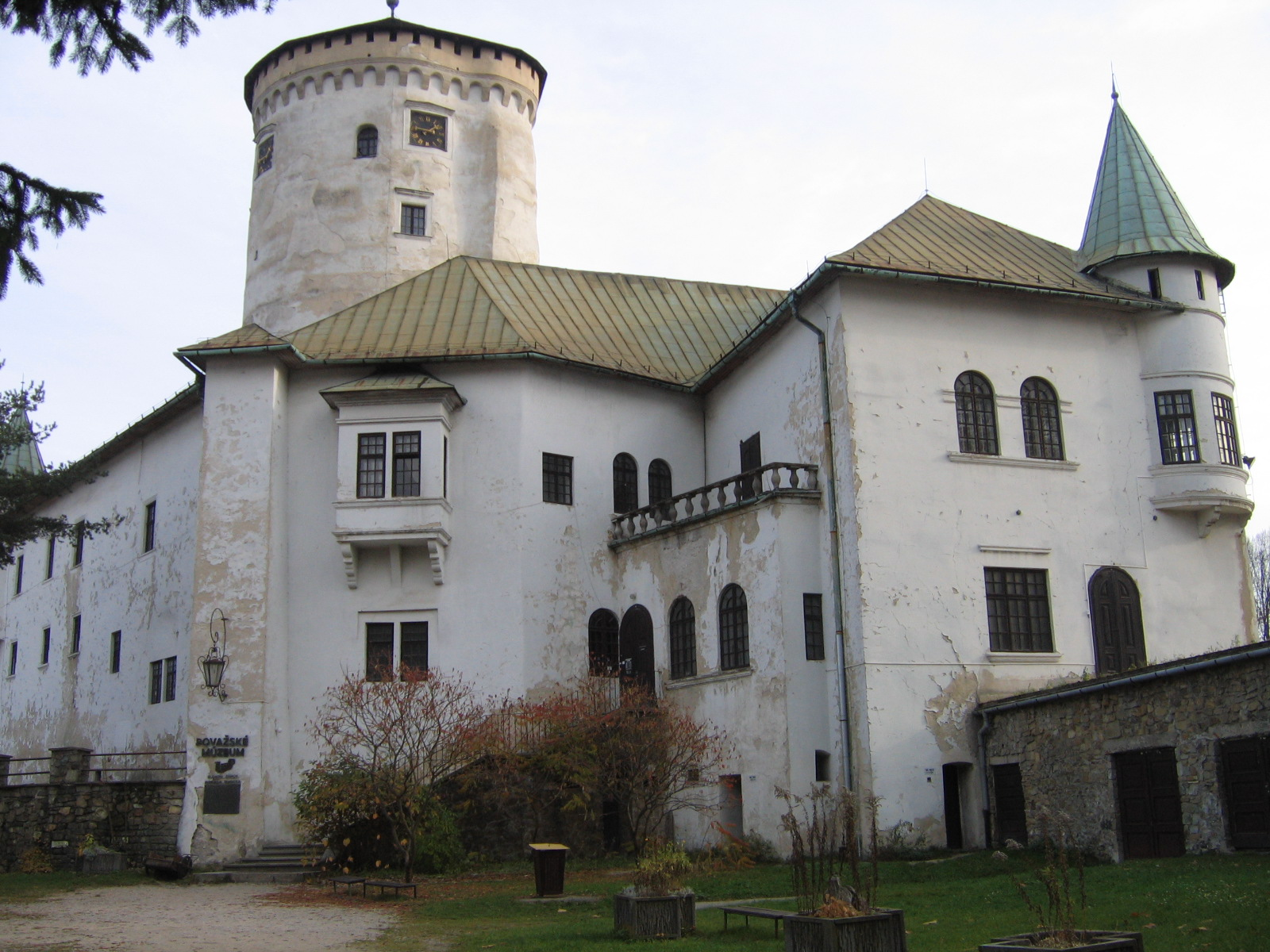
Porta inferiore e accesso al castello
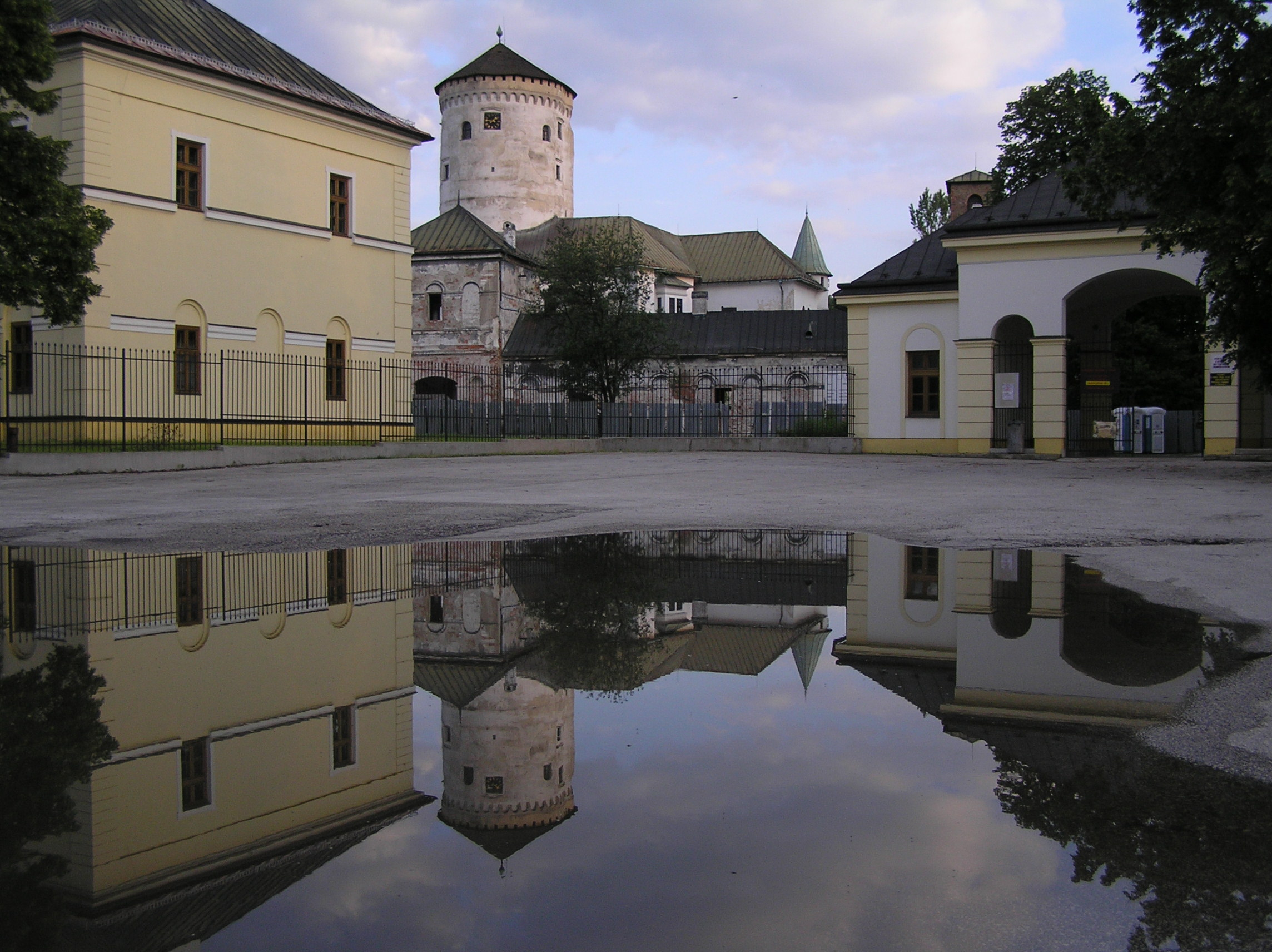
Accesso al castello
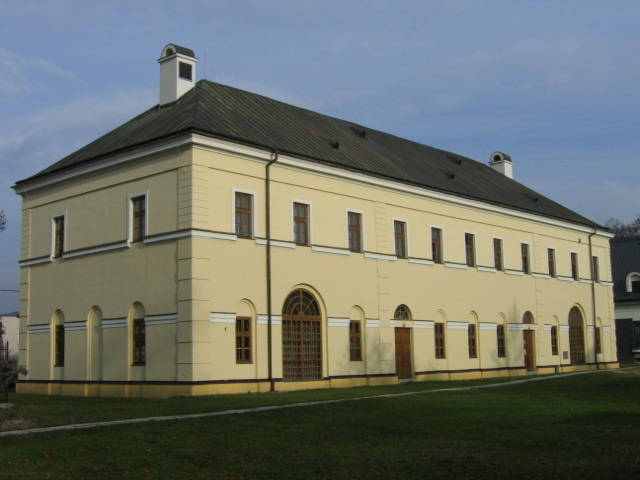
Fortezza
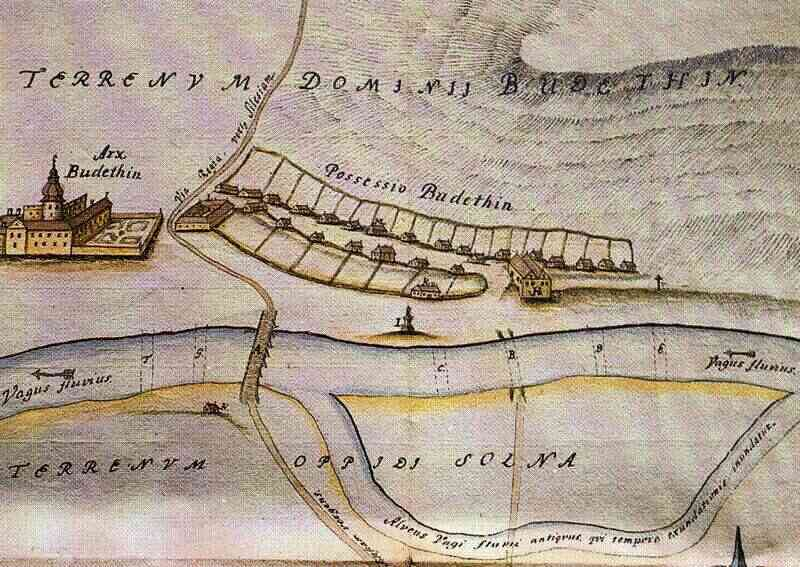
Budatín nel 1749